# FIFA 08
FIFA 08 is een voetbalsimulatiespel uit de FIFA-serie van Electronic Arts. Het spel werd ontwikkeld door EA Canada en op 28 september 2007 uitgebracht voor de Xbox 360, PlayStation 3, Wii, PlayStation 2, PSP, DS, pc, mobiele telefoon en N-Gage.

## Inhoud
FIFA 08 telt 620 teams, 30 competities (inclusief alle 27 competities uit FIFA 07) en meer dan 15.000 spelers (20% meer dan in FIFA 07). De nieuwe competities die in deze versie zijn toegevoegd aan het spel zijn de Ierse competitie (een nieuwe competitie na de hervormingen die zijn doorgevoerd in het Ierse topvoetbal), de Australische A-League en de Tsjechische Gambrinus liga.

## Toevoegingen
- Meer invloeden spelen een rol voor de beweging van de bal, waaronder windsnelheid en de druk die de verdedigers op de voetballer zetten en in welke richting zij bewegen.
- De animaties van de voetballers zijn realistischer, ook wanneer de bal niet bij een voetballer in de buurt is bewegen ze realistisch. Ook de animaties van het stadion zelf zijn realistischer.
- Spelers kunnen niet meer door elkaar heenrennen.
- Het spel kent een nieuwe speltype, "Speel als prof", waarmee de persoon die het spel speelt in de huid van één voetballer kruipt in plaats van een hele ploeg.
- Ook kan er met één linie gespeeld worden (bv. verdediging).
- De keeper kan een kaart krijgen en geblesseerd raken (alleen op pc en PlayStation 2).
- Bij een achterstand van één doelpunt kan vanaf de 85e minuut de keeper mee naar voren worden gestuurd bij een corner (alleen op pc, PlayStation 2 en Wii).
- De Wii-versie kent een aantal minigames op het gebied van tafelvoetbal en penalty-shootouts die met de Wii-afstandsbediening gespeeld kunnen worden.

## Soundtrack
| - !!!, All My Heroes Are Weirdos - Apartment, Fall Into Place - Art Brut, Direct Hit - Aterciopelados, Paces - Babamars, The Core - Bodyrox feat. Luciana, What Planet You On? - Bonde do Rolê, Solta O Frango - CAMP, From Extremely Far Away - Cansei de Ser Sexy, Off the Hook - Carpark North, Human - CéU, Malemolência - Cheb i Sabba, Toura Toura: Nav Deep Remix - Datarock, Fa-fa-fa - Digitalism, Pogo - Disco Ensemble, We Might Fall Apart - Dover, Do Ya - Heroes & Zeros, Into the Light | - Ivy Queen, Que Lloren - Junkie XL, Clash - Jupiter One, Unglued - Kenna, Out of Control (State of Emotion) - k-os, Born to Run - La Rocca, Sketches (20 Something Life) - Lukas Kasha, Love Abuse - Madness feat. Sway and Baby Blue, I'm Sorry - Maxïmo Park, The Unshockable - Melody Club, Fever Fever - Mexican Institute of Sound, El Microfono - Modeselektor feat. Sasha Perera, Silikon - Noisettes, Don't Give Up - Pacha Massive, Don't Let Go - Peter Bjorn and John, Young Folks - Planet Funk, Static - Robyn, Bum Like You | - Rocky Dawuni, Wake Up the Town - Santigold, You'll Find a Way - Simian Mobile Disco, I Believe - Superbus, Butterfly - Switches, Drama Queen - The Automatic, Monster - The Cat Empire, Sly - The Hoosiers, Goodbye Mr. A - The Hours, Ali in the Jungle - The Tellers, More - Tigarah, Culture, Color, Money, Beauty - Travis, Closer - Tumi & the Volume, Afrique - Vassy, Wanna Fly - Wir sind Helden, Endlich Ein Grund Zur Panik - Yonderboi, Were You Thinking of Me? |

## Commentaar
- Clive Tyldesley & Andy Gray (Engels)
- Hervé Mathoux & Paul Le Guen (Frans)
- Fabio Caressa & Giuseppe Bergomi (Italiaans)
- Tom Bayer & Sebastian Hellmann (Duits)
- Manolo Lama & Paco González (Spaans)
- Youri Mulder & Evert ten Napel (Nederlands)
- Henrik Strömblad & Glenn Hysén (Zweeds)

## Ontvangst
| Beoordeeld door            | Platform      | Datum             | Score |
| -------------------------- | ------------- | ----------------- | ----- |
| Xboxdynasty (XD)           | Xbox 360      | 4 oktober 2007    | 92%   |
| Softpedia                  | PSP           | 2 november 2007   | 90%   |
| Video Games Daily          | PlayStation 3 | 13 november 2007  | 85%   |
| Cheat Code Central         | PlayStation 3 | 5 november 2007   | 84%   |
| JagoGame.com               | Windows       | 7 december 2007   | 83%   |
| GameZone                   | PlayStation 2 | 24 oktober 2007   | 80%   |
| AceGamez                   | PlayStation 3 | 16 november 2007  | 80%   |
| 4Players.de                | Wii           | 31 oktober 2007   | 70%   |
| PAL Gaming Network (PALGN) | PlayStation 3 | 28 september 2007 | 70%   |
| Jeuxvideo.com              | Wii           | 27 september 2007 | 55%   |